# كأس ملك البحرين 2012
كأس ملك البحرين لكرة القدم 2012 هي النسخة السابعة والخمسون من كأس ملك البحرين لكرة القدم. جرت من 28 يناير إلى 8 أبريل 2012. توج المحرق باللقب بعدما تغلب في المباراة النهائية على الرفاع 3-1.

## الدور التمهيدي
| مدينة عيسى | 0-3 | سترة |
| ---------- | --- | ---- |
|            |     |      |

| البديع | 1-3 | قلالي |
| ------ | --- | ----- |
|        |     |       |

| التضامن                               | 0-2 | الاتفاق |
| ------------------------------------- | --- | ------- |
| محمد حسن محفوظ 71' · قاسم إبراهيم 90' |     |         |

## الدور الثمن النهائي
| البسيتين                                                      | 0-3 | الشباب |
| ------------------------------------------------------------- | --- | ------ |
| 15' · محمد يعقوب يوسف عاشور 57' (ضربة جزاء) · إبراهيم حمد 90' |     |        |

| المنامة                                               | 2-3 | مدينة عيسى          |
| ----------------------------------------------------- | --- | ------------------- |
| مسعود قمبر 31' · حميد درويش 46' · محمود جاسم غلوم 80' |     | قاسم محمد 45' · 55' |

| المحرق       | 0-1 | الحالة |
| ------------ | --- | ------ |
| حسين علي 27' |     |        |

| المالكية                                     | 2-3 (ب.و.إ.) | الاتحاد                                 |
| -------------------------------------------- | ------------ | --------------------------------------- |
| جاسم محمد 66'، 99' · أحمد يوسف عبد الله 105' |              | كميل حسن عبد الله 70' · أحمد ميرزا 103' |

| النجمة | 0-4 | البديع |
| ------ | --- | ------ |
|        |     |        |

| الرفاع                                                               | 0-9 | التضامن |
| -------------------------------------------------------------------- | --- | ------- |
| حسين عيسى (3) حسان جميل (2) محمد عبد الوهاب (1) عبد الرحمن مبارك (2) |     |         |

| الرفاع الشرقي | 0-3 | الحد |
| ------------- | --- | ---- |
|               |     |      |

| البحرين | 0-0 (ب.و.إ.) | الأهلي |
| ------- | ------------ | ------ |
|         |              |        |

## الدور الربع النهائي
| النجمة | 0-0 (ب.و.إ.) | المنامة |
| ------ | ------------ | ------- |
|        |              |         |

| البسيتين | 0-0 (ب.و.إ.) | المالكية |
| -------- | ------------ | -------- |
|          |              |          |

| الرفاع | 1-6 | البحرين |
| ------ | --- | ------- |
|        |     |         |

| المحرق                      | 1-2 | الرفاع الشرقي |
| --------------------------- | --- | ------------- |
| حسين علي إسماعيل عبد اللطيف |     |               |

## الدور النصف النهائي
| المحرق                                            | 0-2 | البسيتين |
| ------------------------------------------------- | --- | -------- |
| حسين علي 53' (ضربة جزاء) · إسماعيل عبد اللطيف 89' |     |          |

| الرفاع                    | 1-1 (ب.و.إ.) | النجمة        |
| ------------------------- | ------------ | ------------- |
| حسان جميل 35' (ضربة جزاء) |              | راشد جمال 90' |

## المباراة النهائية
| المحرق                                                                               | 1-3 | الرفاع                |
| ------------------------------------------------------------------------------------ | --- | --------------------- |
| إسماعيل عبد اللطيف 9' · عبد الله المرزوقي 12' (هدف عكسي) · داود سعد 90+2' (هدف عكسي) |     | عبد الله المرزوقي 65' |

## البطل
| كأس ملك البحرين بطل 2012                 |
| ---------------------------------------- |
| المحرق اللقب الثلاثون الثاني على التوالي |